# Langobardernas historia

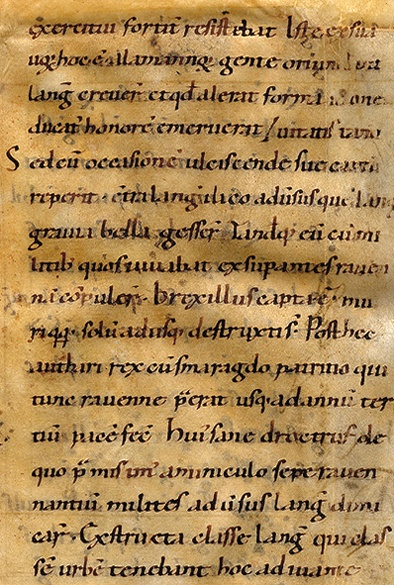
Salzburgsmanuskriptet från 1000-talet

Langobardernas historia (latin: Historia gentis Langobardorum) är ett historieverk i sex böcker av benediktinermunken Paulus Diaconus, skrivet tidigast 787 och senast 796. Det skildrar langobardernas historia från deras mytologiska ursprung i Skandinavien fram till kung Liutprands död 743, och innehåller mycket information om Bysantinska riket, frankerna och andra samtida folkslag. Historieskrivningen är ur ett langobardiskt patriotiskt perspektiv och har särskilt historiskt värde för sitt avhandlande av relationerna mellan langobarderna och frankerna. Författarens huvudkällor var 600-talsskriften Origo gentis Langobardorum, Liber Pontificalis, Secundus av Trents förlorade historieverk om langobarderna och Beneventos stadsannaler; han använde också verk av Beda venerabilis, Gregorius av Tours och Isidor av Sevilla.

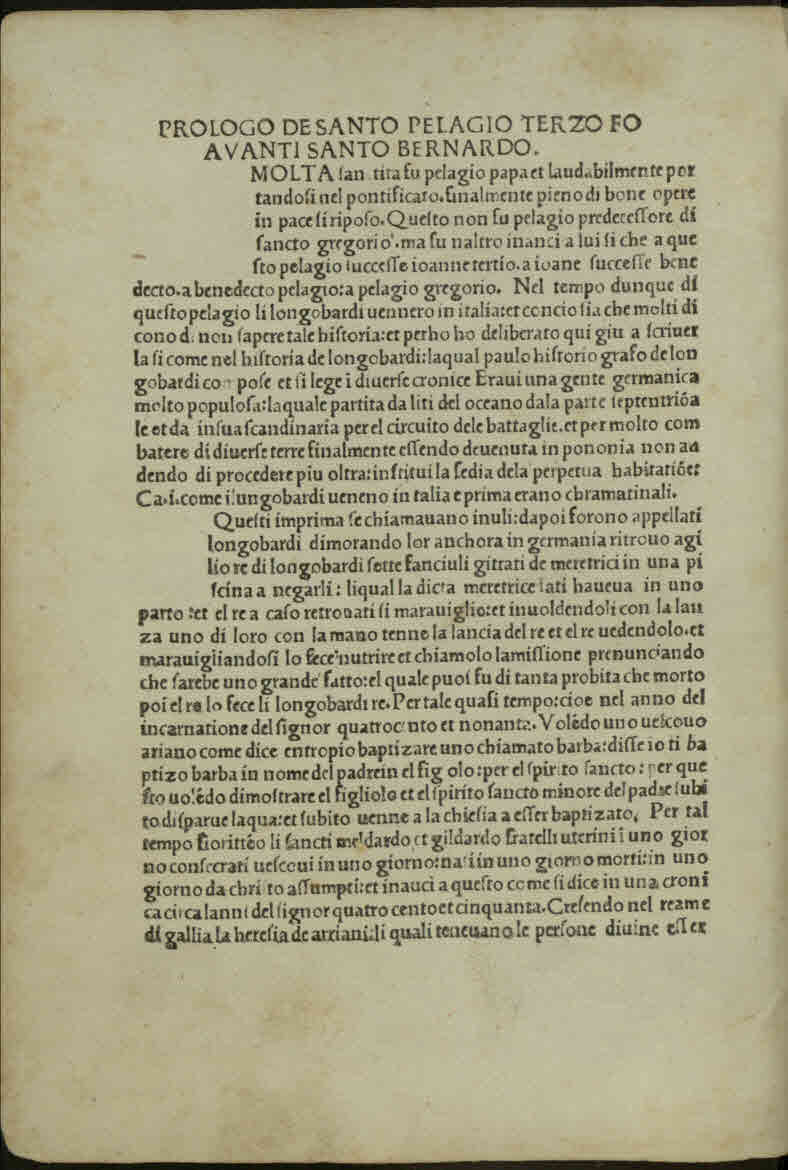
Historia Langobardorum, 1480

## Utgåvor
Enligt Laura Panis efterforskningar som lades fram 2000 finns det 115 bevarade codices med Langobardernas historia. Att döma av antalet avskrifter och deras spridning över Västeuropa var verket populärt under medeltiden. Fler än 20 av de bevarade handskrifterna tillkom före 1000-talet.
Den tyske historikern Georg Waitz har studerat förhållandet mellan handskrifterna och identifierade 11 olika familjer av Langobardernas historia. Den äldsta kända handskriften är en palimpsest från Assisi, skriven med uncialskrift i slutet av 700-talet, kort efter att verket färdigställts. Denna palimpsest är dock långt ifrån fullständig och innehåller endast delar av bok II och bok V. Det äldsta fullständiga manuskriptet är Codex Sangallensis 635, som skrevs någon gång mellan 700- och 900-talet och finns benämnt hos Waitz som F1. Enligt Waitz gör F1:s ålder att versionen bör betraktas som den mest tillförlitliga, en uppfattning som har bestridits av Antonio Zanella och Dante Bianchi, som båda anser att F1 inte korrekt återger Paulus' ursprungliga version.
Paulus' redogörelser blev i hög grad accepterade av efterföljande historiker, fick flera fortsättningar, och trycktes första gången i Paris 1514. Bland de tryckta utgåvorna av den latinska texten är den mest auktoritativa den som redigerades av Ludwig Konrad Bethmann och Georg Waitz och som gavs ut 1878 i serien Monumenta Germaniae Historica. Langobardernas historia gavs ut på svenska 1971 i översättning av Helge Weimarck.